# Relaciones Brasil-Haití
Las relaciones entre Brasil y Haití son las relaciones diplomáticas entre la República Federativa de Brasil y la República de Haití. Ambas naciones son miembros de la Asociación Latinoamericana de Integración, Naciones Unidas y la Organización de Estados Americanos.

## Historia
Haití fue la primera nación latinoamericana en obtener la independencia en 1804. Este resultado inspiró a varias naciones de la región en su lucha por la independencia. En 1928, Brasil y Haití establecieron relaciones diplomáticas. Ese mismo año, ambas naciones abrieron legaciones diplomáticas en sus respectivas capitales. En 1953, el nivel de representación se elevó a una embajada. Al principio, las relaciones entre ambas naciones tuvieron lugar en foros multilaterales como en la Organización de Estados Americanos.
En junio de 2004, se creó la Misión de Estabilización de las Naciones Unidas en Haití (MINUSTAH) como resultado del golpe de Estado haitiano de 2004. En 2008, el presidente brasileño, Luiz Inácio Lula da Silva, realizó una visita oficial a Haití. Durante su visita, el presidente da Silva se reunió con el presidente René Préval y se reunió con los soldados brasileños estacionados en Haití como parte de la misión de la ONU. En enero de 2010, Haití sufrió  un terremoto de 7.0. Brasil pronto donó al Fondo de Reconstrucción de Haití (FRH), por un monto de US$55 millones de dólares. En abril de 2010, el presidente haitiano René Préval viajó a Brasil para asistir a la Cumbre Brasil-Comunidad del Caribe (CARICOM).
En febrero de 2012, la Presidenta brasileña, Dilma Rousseff, realizó una visita de Estado a Haití. Durante su visita, se reunió con el presidente Michel Martelly y el primer ministro Garry Conille. En la agenda estaban los lazos económicos y los esfuerzos para ayudar a los refugiados haitianos que llegaron a Brasil desde el terremoto de Haití de 2010, del cual más de 15,000 haitianos han emigrado a Brasil. En 2012, el Consejo Nacional de Inmigración de Brasil eliminó el límite de mil doscientas visas permanentes anuales por razones humanitarias, que podrían otorgarse a ciudadanos haitianos.
En junio de 2017, el ministro de Relaciones Exteriores de Brasil, Aloysio Nunes, viajó a Haití para participar en la ceremonia de transferencia del comando de Brasil y revisó el último contingente militar de las tropas brasileñas de la MINUSTAH, marcando así el período final de la misión de Brasil en Haití. Más de 36,000 militares brasileños han pasado por la misión desde su establecimiento en 2004, convirtiendo a Brasil en el país que más tropas aporto.

## Visitas de alto nivel

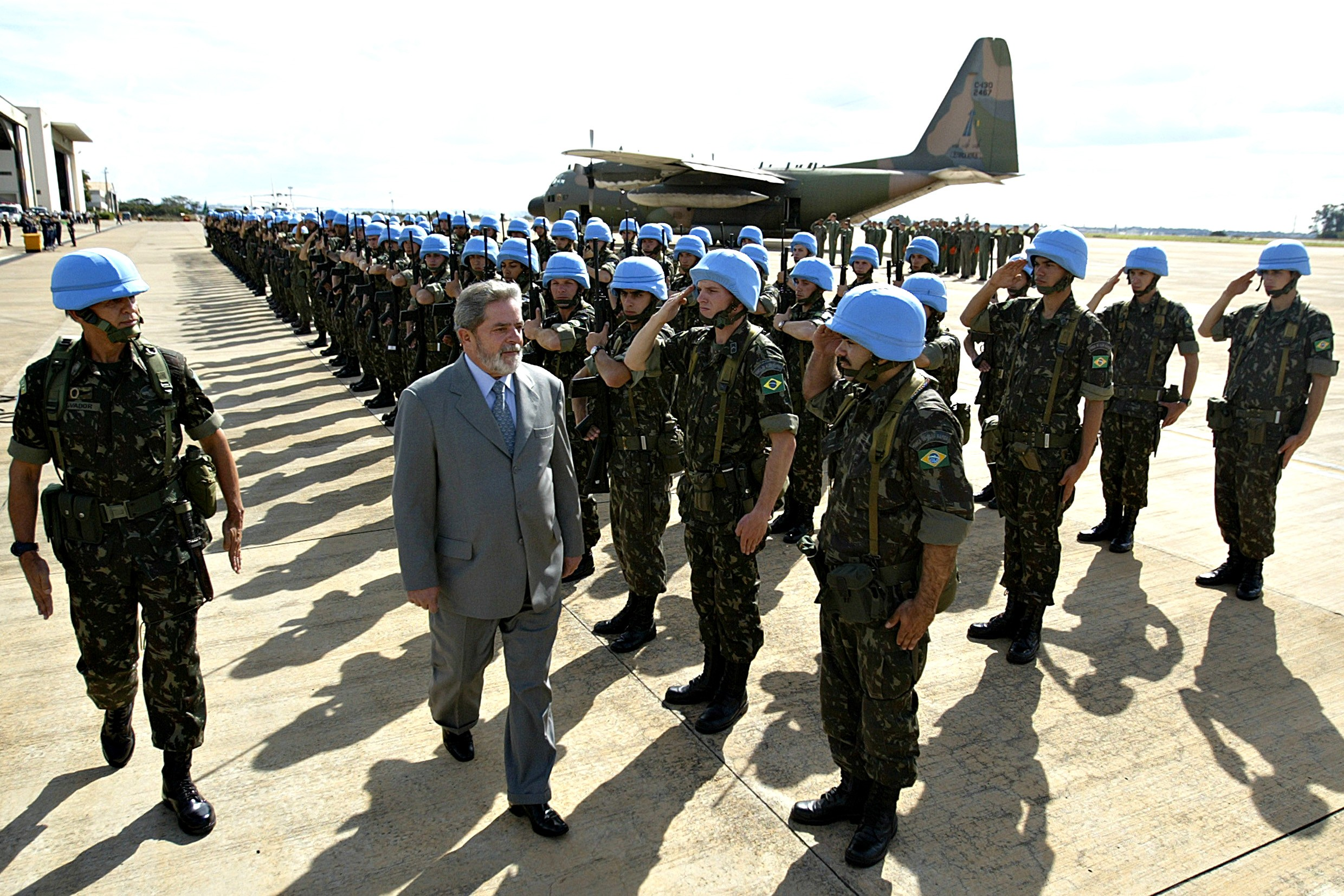
El Presidente brasileño Luiz Inácio Lula da Silva revisando a los soldados brasileños estacionados en Haití como parte de la Misión de Estabilización de las Naciones Unidas en Haití; 2008.

Visitas de alto nivel de Brasil a Haití
- Presidente Luiz Inácio Lula da Silva (2008)
- Ministro de Defensa Nelson Jobim (2009, 2010, 2011)
- Ministro de Relaciones Exteriores Antonio Patriota (febrero y junio de 2011)
- Presidenta Dilma Rouseff (2012)
- Ministro de Relaciones Exteriores Luiz Alberto Figueiredo (2013)
- Ministro de Relaciones Exteriores Aloysio Nunes (2017)

Visitas de alto nivel de Haití a Brasil
- Ministro de Relaciones Exteriores Jean Robert Estimé (1982)
- Presidente René Préval (2010)
- Primer ministro Laurent Lamothe (2013)
- Ministro de Relaciones Exteriores Pierre Duly Brutus (2014)
- Ministro de Relaciones Exteriores Lener Renauld (2016)

## Acuerdos bilaterales
Ambas naciones han firmado algunos acuerdos, como un Acuerdo de Cooperación Cultural (1966); Acuerdo de Cooperación Bilateral y Técnica (1982) y un Acuerdo Tripartito Brasil-Cuba-Haití sobre el Programa para el Fortalecimiento de la Autoridad de Salud de Haití (2010).

## Misiones diplomáticas residentes
- Brasil tiene una embajada en Puerto Príncipe.[6]
- Haití tiene una embajada en Brasilia.